# UCI Oceania Tour 2020
L'UCI Oceania Tour 2020 è stata la sedicesima edizione dell'UCI Oceania Tour, uno dei cinque circuiti continentali di ciclismo dell'Unione Ciclistica Internazionale. Era composto da quattro gare che si sono svolte tra gennaio e febbraio 2020 in Australia e Nuova Zelanda.

## Calendario

### Gennaio
| Data  | Prova                     | Cat. | Vincitore        | Squadra                         |
| ----- | ------------------------- | ---- | ---------------- | ------------------------------- |
| 15-19 | New Zealand Cycle Classic | 2.2  | Rylee Field      | Team BridgeLane                 |
| 25    | Gravel and Tar Classic    | 1.2  | Hayden McCormick | Black Spoke Pro Cycling Academy |
| 30    | Race Torquay (2020)       | 1.1  | Sam Bennett      | Deceuninck-Quick Step           |

### Febbraio
| Data | Prova                  | Cat. | Vincitore   | Squadra     |
| ---- | ---------------------- | ---- | ----------- | ----------- |
| 5-9  | Herald Sun Tour (2020) | 2.1  | Jai Hindley | Team Sunweb |

## Classifiche
| Pos. | Corridore        | Punti    |
| ---- | ---------------- | -------- |
| 1    | Caleb Ewan       | 1 800    |
| 2    | Michael Matthews | 1 330,88 |
| 3    | Jack Haig        | 1 297    |
| 4    | Rohan Dennis     | 1 200,86 |
| 5    | Simon Clarke     | 976      |
| 6    | Richie Porte     | 968      |
| 7    | Benjamin Dyball  | 786,71   |
| 8    | George Bennett   | 622      |
| 9    | Jai Hindley      | 590,17   |
| 10   | Lucas Hamilton   | 510      |

| Pos. | Squadra                            | Punti |
| ---- | ---------------------------------- | ----- |
| 1    | St George Continental Cycling Team | 256   |
| 2    | Black Spoke Pro Cycling Academy    | 172   |
| 3    | Team Bridgelane                    | 138   |
| 4    | Nero Continental                   | 59    |
| 5    | Ara Pro Racing Sunshine Coast      | 8     |
| 6    | Oliver's Real Food Racing          | 5     |
| 7    | Eurocyclingtrips-CMI Pro Cycling   | 3     |

| Pos. | Nazione       | Punti    |
| ---- | ------------- | -------- |
| 1    | Australia     | 8 949,62 |
| 2    | Nuova Zelanda | 2 224,37 |